# Aldermaston Soke
Aldermaston Soke – osada w Anglii, w hrabstwie Hampshire. Leży 38 km na północny wschód od miasta Winchester i 71 km na zachód od Londynu.